# 짤주머니

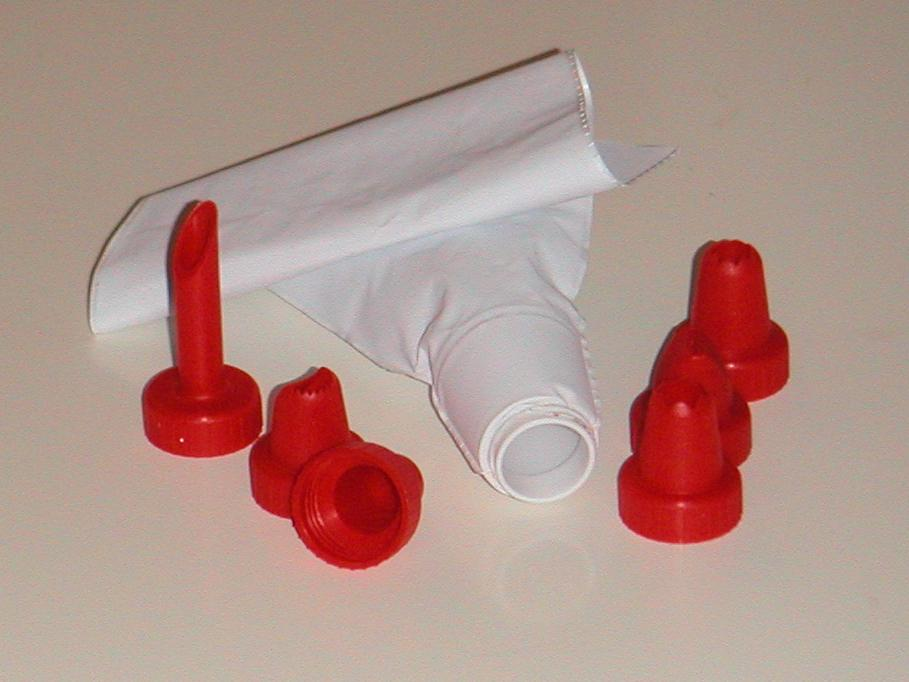
짤주머니

짤주머니 또는 페이스트리 백(pastry bag)은 는 제과용 조리 기구중 하나로 케이크 장식을 위해 크림을 짜내거나 쿠키 등의 반죽을 하기 위해 오븐의 쿠킹 시트 위로 짜내기 위한 것이다.

## 같이 보기
- 페이스트리
- 제과사